# Association for Computing Machinery
Hiệp hội Máy điện toán (tiếng Anh: Association for Computing Machinery) là một hiệp hội nghiên cứu, giáo dục về khoa học máy tính có trụ sở tại Hoa Kỳ, được thành lập vào ngày 15 tháng 9 năm 1947. với hơn 100.000 hội viên, tính đến năm 2011.

## Thư viện số
ACM có một thư viện số với khối lượng đáng kể các tạp chí, tập san của các tổ chức, kỷ yếu hội nghị.

## Dịch vụ
ACM cung cấp một cách phân loại các ngành, chuyên ngành liên quan đến tính toán với khoảng 10 chuyên ngành rộng và hàng trăm chuyên ngành hẹp.